# San Narciso
San Narciso – wieś w Belize, w dystrykcie Corozal.